# Joseph-Georges Gauthier
Pour les articles homonymes, voir Joseph Gauthier (homonymie), Georges Gauthier (homonymie) et Gauthier.
Joseph-Georges Gauthier, né le 17 juin 1918 à Val-Jalbert et mort le 1er août 1978 à Chambord, est un homme politique québécois, député à l'Assemblée nationale du Québec.

## Biographie
Il est maire de la ville de Chambord de 1957 à 1966.
Il est député de Roberval à l'Assemblée nationale du Québec sous la bannière de l'Union nationale, de 1962 jusqu'à sa défaite en 1970. Il a exercé la fonction d'adjoint parlementaire du ministre de l'Agriculture et de la Colonisation.
Joseph-Georges Gauthier est le père de Michel Gauthier.